# Shelly Yachimovich
Shelly Yachimovitch (en hébreu : שלי יחימוביץ, on prononce Yekhimovitch), née le 28 mars 1960 à Kfar Saba, est une journaliste, présentatrice de radio et de télévision et femme politique israélienne. 
De 2006 à 2019, elle est députée à la Knesset et est présidente du Parti travailliste israélien entre 2011 et 2013.

## Biographie

### Enfance
Son père est ouvrier dans le bâtiment et sa mère professeur. Ils sont tous les deux, d’origine polonaise et survivants de la shoah. Dans son enfance, elle étudie à l'école Ostrovsky de Ra'anana, mais après un incident avec la direction de l'école, Yachimovitch part étudier à l'Internat Wizo-Hadassim, à Even-Yehuda. Elle est diplômée de l’université Ben Gourion du Néguev en sciences du comportement (psychologie, sociologie et anthropologie). 

### Carrière journalistique
Yachimovitch entame sa carrière de journaliste à Al HaMishmar (en), organe aujourd'hui défunt du MAPAM et très proche d'ARTZI, la branche marxisante du mouvement kibboutzique. Elle rejoint ensuite la radio d'État, Kol Israel dans le sud, puis accède à la rédaction en chef, s’occupant des sujets tels que le travail, l’économie et la politique. Elle présente le programme économique hebdomadaire « Tzeva Hakessef » à Rehet Bet. Quand Razi Barkai (he), présentateur de Kol Israël prend sa retraite, elle est choisie par Shalom Kital (he) pour le remplacer. Elle présente ainsi durant  sept ans pour le programme populaire « Hakol Diburim », et pour lequel elle a un rôle important dans le façonnement de son agenda. Elle apporte un agenda féministe et social en direct sur la radio, et avec sa collègue Karmela Menashe elle donne une plateforme stable pour le mouvement « Quatre Mères », jusqu’au retrait de l’Armée de défense d’Israël du Liban.
En octobre 2000, Yachimovitch quitte Reshet Bet et rejoint Aroutz 2, la deuxième chaîne israélienne, pour laquelle elle occupe un poste de présentatrice pour la version israélienne de « Meet the Press ». Elle y donne ses propres commentaires socio-économiques (Giluy Da’at) et pointe des liens entre capital et gouvernement. Dans le même temps, elle travaille à Galeï Tsahal, la radio de l'armée, et diffuse une fois par semaine le programme d’affaires courantes de Razi Barkai Ma Boer.

### Carrière politique
Le 29 novembre 2005, deux semaines après l'élection d'Amir Peretz à la direction du Parti travailliste, Yachimovich annonce qu’elle quitte le journalisme pour se consacrer à sa carrière politique. Elle est candidate pour la liste du Parti travailliste lors de la 17e Knesset. Elle est élue 9e et devint ainsi, après les élections législatives, députée à la Knesset. Elle est membre du comité financier du Parlement, et du comité d’inspection de l’État. En tant que membre du Parlement, elle dirige l’action extensive et la législation des affaires sociales et économiques, se concentrant sur les droits des travailleurs et plus particulièrement sur les ouvriers.
Le 4 décembre 2008, aux primaires du Parti travailliste, elle est désignée comme 4e de la liste pour les élections à la 18e Knesset, devenant ainsi une des figures de proue du parti. Le 21 septembre 2011, elle est élue présidente du Parti travailliste et figure parmi ceux qui conduisent la liste pour la 19e Knesset lors des élections législatives de janvier 2013. Le 22 novembre 2013, elle est battue par Isaac Herzog à la présidence du Parti travailliste par 58,5 % contre 41,5 %. 
En 2017, elle se présente à l'élection pour la présidence de la centrale syndicale Histadrout. L'élection est prévue pour le 23 mai et Yachimovich est opposée au président sortant Avi Nissenkorn (en). Yachimovich obtient 38 % des voix lors de l'élection mais dénonce des fraudes massives.
Le 1er janvier 2019, Avi Gabbay, président du Parti travailliste décide unilatéralement de dissoudre l'Union sioniste. Le Parti travailliste devient alors le premier parti d'opposition à la Knesset et Gabbay nomme Yachimovich cheffe de l'opposition à la Knesset à la place de Tzipi Livni.
Yachimovich est élue à la Knesset lors des élections législatives d'avril 2019 mais le Parti travailliste réalise un très mauvais score (4,4 %). Aucun gouvernement ne peut être formé par Benyamin Netanyahou et la Knesset est dissoute. En juillet, Yachimovich décide de quitter la politique et de ne pas se présenter aux élections législatives de septembre.

## Publications
Yachimovich est l'auteur de deux romans best-sellers : « Eshet Ish » (Keshet, 2001) et « Mishakey Zuggot » (Keshet, 2003). Elle publie son manifeste politique dans son livre « Nous – sur l’économie, la société, la moralité et la nationalité en Israël » (Am Oved, 2011). 

## Vie privée
Elle vit à Tel Aviv et est mère de deux enfants, Gal et Rama.